# Nicola Perscheid
Nicola Perscheid (3 de diciembre de 1864-12 de mayo de 1930)  fue un fotógrafo alemán. Comenzó como fotógrafo profesional realizando fotografía de paisaje y de género y posteriormente retratos a los que proporcionaba un suave desenfoque mediante las lentes Perscheid de su invención.

## Biografía
Nació en la población coblenzana de Moselweiß, en un principio quiso ser pintor pero al no disponer de recursos económicos comenzó su aprendizaje de la fotografía en un taller de Coblenza y después en Görlitz, hasta que en 1891 se trasladó a Leipzig y tres años después a Berlín, donde fue uno de los primeros fotógrafos profesionales. Su trabajo como retratista le proporcionó prestigio pero quizá no la rentabilidad económica necesaria, lo que le hizo cerrar el estudio el 24 de junio de 1912. 
En 1913 impartió un curso en la Sociedad Sueca de Fotografía que tuvo mucho éxito y llegó a mencionarse hasta diez años después. En 1923 la Universidad de Copenhague solicitó su participación en su sección de fotografía.
En 1925 inventó y desarrolló el objetivo Perscheid que consistía en un difusor para retratos que proporcionaba un efecto flou. Sin embargo, este invento no le produjo beneficios económicos y tuvo dificultades financieras que hicieron que en 1929 tuviese que subarrendar su propio piso para pagar la renta. En la primavera de 1930 sufrió un derrame cerebral y fue hospitalizado. Durante su hospitalización se subastaron todas sus pertenencias, muebles, cámaras fotográficas y placas, para pagar sus deudas. El 12 de mayo de 1930 murió en el Hospital de la Caridad de Berlín.
Entre sus alumnos estuvieron fotógrafos como Arthur Benda, que fuera su asistente.